# Ematurga brunnea
Ematurga brunnea är en fjärilsart som beskrevs av Maslowscy 1923. Ematurga brunnea ingår i släktet Ematurga och familjen mätare. Inga underarter finns listade i Catalogue of Life.